# Каусек, Карел
Карел Каусек (чеш. Karel Kausek, 7 августа 1912 — 1984) — чехословацкий шахматист.
Участвовал в соревнованиях по переписке.
Наиболее значительного успеха в спортивной карьере добился в составе сборной Чехословакии, победившей во 2-й заочной олимпиаде (1952—1955 гг.; сборная Чехословакии разделила 1—2 места со сборной Швеции и опередила скандинавскую команду по дополнительным показателям). В этом соревновании Каусек выступал на 3-й доске.
В базах есть только партии, сыгранные шахматистом в чемпионате Чехословакии по переписке 1968 г.